# Wiadomości Wojskowe
Wiadomości Wojskowe – polskie czasopismo wojskowe wydawane w 1917 roku, najpierw w Kijowie, a następnie w Mińsku.
Czasopismo w założeniu było tygodnikiem. Wydawało je Towarzystwo Polskiej Wiedzy Wojskowej, od 16 kwietnia 1917 roku w Kijowie, a od 2 października 1917 roku – w Mińsku. Jego redaktorem był Henryk Bagiński. Skierowane było przede wszystkim do polskich oficerów, a według założeń programowych skupiać się miało na przedstawianiu sztuki wojskowej ze szczególnym uwzględnieniem spraw taktycznych. Na łamach pisma ukazywały się artykuły poświęcone historii wojskowości, działalności oświatowej w oddziałach wojska polskiego, wsparciu różnych organizacji i instytucji dla armii. W tekstach podkreślało narodowy charakter wojska polskiego.